# Nicole Van den Broeck
Nicole Van den Broeck (Meise, 9 november 1946 – 17 april 2017) was een Belgisch wielrenster.

## Loopbaan
Van den Broeck werd in 1973 in Barcelona wereldkampioene wielrennen op de weg. Daarnaast was ze ook vijfmaal Belgisch kampioene wielrennen op de weg (in 1969, 1970, 1973, 1974 en 1977) en viermaal nationaal kampioene achtervolging op de baan (in 1975, 1976, 1977 en 1979).
In 2017 overleed Van den Broeck op 70-jarige leeftijd.

## Palmares
1967
 Belgisch kampioenschap achtervolging
1968
 Belgisch kampioenschap achtervolging
 Belgisch kampioenschap op de weg
1969
 Belgisch kampioene op de weg
 Belgisch kampioenschap achtervolging
1970
 Belgisch kampioene op de weg
1972
 Belgisch kampioenschap op de weg
1973
 Wereldkampioene op de weg in Barcelona
 Belgisch kampioene op de weg
1974
 Belgisch kampioene op de weg
1975
 Belgisch kampioene achtervolging
Trofeo Alfredo Binda-Comune di Cittiglio
1976
 Belgisch kampioene achtervolging
 Belgisch kampioenschap op de weg
1977
 Belgisch kampioene achtervolging
 Belgisch kampioene op de weg
1978
 Belgisch kampioenschap achtervolging
1979
 Belgisch kampioene achtervolging

## Kampioenschappen
|    | 1967 | 1968   | 1969 | 1970 | 1971 | 1972   | 1973 | 1974 | 1975 | 1976  | 1977 | 1978 | 1979 | 1980 |
| -- | ---- | ------ | ---- | ---- | ---- | ------ | ---- | ---- | ---- | ----- | ---- | ---- | ---- | ---- |
| WK | 10e  | 9e     | 4e   | 20e  | 16e  | 9e     | Goud | 8e   | 7e   | 5e    |      | 35e  |      |      |
| NK |      | Zilver | Goud | Goud |      | Zilver | Goud | Goud |      | Brons | Goud | 4e   |      | 9e   |